# Baranki Boże (zespół muzyczny)
Baranki Boże – polski zespół muzyczny ze Słupska założony w 1986 r. Zespół tworzył muzykę z gatunku oi!. Łączony jest także z polską sceną Rock Against Communism (RAC), między innymi ze względu na wymowę niektórych utworów i treści nacjonalistyczne, ale w niektórych opracowaniach pojawiają się także nietrafne informacje o punkowych konotacjach. Jednak zespół zdecydowanie wywodził się z subkultury skinheads. Przez przeciwników oskarżany jest o neonazizm i rasizm.

## Historia i występy
Zespół założony został w Słupsku w 1986 r. Założyciele kapeli przyjęli dla niej nazwę Baranki Boże. Zespół działał w drugiej połowie lat 80. oraz na początku lat 90. XX wieku. Pierwszy koncert w jakim kapela uczestniczyła miał miejsce we wrześniu 1986 r. w ramach „Przeglądu Zespołów Młodzieżowych”. W 1988 r. powstały nagrania zrealizowane w Teatrze Rondo. Ze względu na przekaz zawarty w utworach, który często był nieakceptowany przez część osób, także przez ówczesne władze, pod presją i naciskiem niektóre z tekstów zostały ówcześnie nieco zmienione, aby załagodzić ich wymowę. Dotyczy to między innymi utworu „Nacjonalizm”. Po wcieleniu dwóch członków zespołu do armii, do składu doszły dwie nowe osoby. Po stosunkowo krótkim czasie grupa przestała istnieć.
W 1994 r. Dariusz „Czarny” Lewandowski, brat wokalisty Baranów Bożych (Maciek "Lewy" Lewandowski), były już wówczas wokalista zespołu Karcer, na festiwalu w Jarocinie zorganizował występ kapeli pod nazwą Karcer 69. Wystąpił wówczas jako wokalista tej grupy, a na instrumentach grali wówczas byli członkowie Baranków Bożych (w tym czasie Maciek "Lewy" Lewandowski był wówczas marynarzem i pływał po świecie). Był to występ jednorazowy. Występ spotkał się z negatywnym przyjęciem i obrzuceniem muzyków różnymi przedmiotami.
Reaktywacja kapeli w drugim (ostatnim) składzie nastąpiła w drugiej połowie lat 90. XX wieku. Rok 1995 r. przyniósł między innymi koncert w Lublinie, na którym zespół wykonał, oprócz znanych kompozycji, także dwie nowe („Czternaście Słów”, „Koszerne Życie”), które nie zostały nagrane. W 1996 r. zrealizowano nagrania do pierwszego albumu obejmujące łącznie trzynaście utworów. Ten materiał zawiera na nowo nagrane utwory z Sesji WDK, pięć nowych, późniejszych kompozycji oraz jeden cover. W 1997 r. w Słupskim Ośrodku Kultury i odbywał się występ zespołu w ramach imprezy zatatuowanej „Małe Dinozaury”. Powstały wówczas nagrana koncertowe utworów Baranków Bożych. Kolejne zakończenie działalności miało miejsce w 1998 r., a następne próby reaktywacji nie powiodły się.
W 2023 r. na profilu zespołu prowadzonym na portalu Facebook przeprowadzono aukcję dwóch egzemplarzy albumów muzycznych Baranków Bożych („1986–1996” oraz „WDK Session”) z autografami członków zespołu. Pozyskane środki finansowe, według deklaracji zawartej w informacji o aukcji, przeznaczono na pomoc dla zespołu Obłęd na pokrycie kosztów pomocy prawej, niezbędnej w związku z prowadzonym przeciwko tej kapeli postępowaniu, w którym zarzuty dotyczyły rzekomego propagowania faszyzmu.

## Skład i powiązania
Członkowie zespołu ze wszystkich okresów działalności:
- Henio K., Heniutek – perkusja[2][5][15][16]
- Maciek "Lewy" Lewandowski – wokal[2][5][6][15][16][17]
- Marek Szałacki – perkusja[2][5][6][15][16]
- Piotrek P. – gitara[2][5][15][16]
- Robert "Ołówek" Mencel – gitara basowa[2][5][6][15][16]
- Robert "Urko" Urbanek – gitara[2][5][6][15][16]

| Członek                   | pierwszy skład | drugi skład |
| ------------------------- | -------------- | ----------- |
| Henio K.                  | Nie            | Tak         |
| Maciek "Lewy" Lewandowski | Tak            | Tak         |
| Marek Szałacki            | Tak            | Nie         |
| Piotrek P.                | Nie            | Tak         |
| Robert "Ołówek" Mencel    | Tak            | Tak         |
| Robert "Urko" Urbanek     | Tak            | Nie         |

Maciek "Lewy" Lewandowski jest bratem Dariusza „Czarnego” Lewandowskigo będącego niegdyś wokalistą punk rockowego zespołu Karcer oraz zespołu Fenix (RAC). Wystąpił on w utworze „Face The Aggression” zespołu Obłęd z płyty „100% Obłęd” wydanej 2012 r.

## Twórczość i opinie
Twórczość zespołu określa jest jako wczesny oi! i rac. Takie określenie oznacza, że nie ma wielkich fajerwerków technicznych. Za to przesłania płynące z tekstów utworów uznaje się za ponadczasowe, a dokonania za klasykę gatunku. Zespół uznawany jest za wręcz kultowy w środowisku skinhead. Był to jeden z pierwszych zespołów skinheads w Polsce. Jego legendarny charakter i duże znaczenie dla sceny oi!, rac, czy sceny nacjonalistycznego przyznają nawet jego zagorzali przeciwnicy. Jednak jeśli chodzi o scenę międzynarodową to razem z zespołem BTM jest mniej znaną polską kapelą tej sceny, szczególnie w porównaniu z docenianym zespołem Honor, ale nie uszedł całkowicie uwadze i niewątpliwie zaliczany był do czołówki mocnej ówcześnie sceny przełomu lat 80. i 90. XX wieku. Nietrafnym jest więc przypisywanie w niektórych zestawieniach zespołowi kategorii punk, mimo że sama muzyka prowadzić może do takich skojarzeń, a nawet brat jednego z członków zespołu (ex-wokalista zespołu Karcer) stwierdza w jednym z wywiadów, że fajny punk rock grali. Natomiast jeden z krytycznych co do twórczości zespołu głosów określa ich muzykę jako nieskomplikowane rzępolenie, a cały zespół nazywa prymitywną, rasistowską formacją z Pomorza.
Pośród utworów nagranych przez zespół znalazły się także covery utworów innych zespołów: „Niedziela” (muzyka Cockney Rejects), „White Power” (Skrewdriver). Na wydawnictwie z 2013 r. pod tytułem „1986–1996”, będącym albumem kompilacyjnym z utworami pochodzącymi z różnych okresów działalności zespołu i nagrywanymi w różnych okolicznościach oraz miejscach, zamieszczono między innymi aż trzy wersje utworu „Nacjonalizm” (demo, WDK Session), w tym jedna z nich nagrana w wersji ocenzurowanej i dostosowanej do ówczesnych wymagań.
Według informacji zwartej w wywiadzie z Dariuszem „Czarnym” Lewandowskim (ex-Karcer, ex-Feniks), część tekstów do utworów Baranków Bożych była jego autorstwa.

## Odniesienia do twórczości
Niektóre utwory grupy Baranki Boże stały się inspiracją dla innych twórców, którzy wykonywali covery tych kompozycji zamieszczane na ich albumach muzycznych. Można tu przykładowo wymienić zespół Polska, który w albumie „Silni, Zwarci, Gotowi” (1994 r. kaseta magnetofonowa, 2004 r. płyta kompaktowa) zawarł cover utworu „Niedziela” (jak wyżej zaznaczono, który także był coverem wykonanym przez Baranki Boże z muzyką zespołu Cockney Rejects), zespół Ramzes & The Hooligans, który w albumie „Demos & Rarities” również zawarł ten sam utwór, czy Olaf J., który w albumie „Inspiracje Vol.2” wykonał utwór „Baader-Meinhof Brigade”. Ponadto utwór „Piwo” znalazł się w albumie Noi!ze Gang Cover Band zatytułowanym „Short Story About Polish Skinhead Scene - Always On The Wrong Side - Oi!” (w Polsce wydanym w 2013 r., a ponadto wydanym w Kanadzie). Formacja zamieściła na tym wydawnictwie covery także szeregu innych zespołów oi! i rac.
Nagranie jednego z koncertów zespołu wykorzystano w filmie „Skin or die” zrealizowanym w Szwajcarii. Film mówił o europejskim ruchu rasistowskim skinów. W Polsce był on prezentowany pod tytułem „Skini” w telewizji polskiej.

## Kontrowersje
Przeciwnicy nacjonalizmu i ogólnie subkultury skinheads, wywodzący się ze środowisk lewackich i liberalnych, zdecydowanie potępiają zespół i twórczość przez niego prezentowaną. Przez nich zespół uważany jest za jeden z pierwszych zespołów tworzących neofaszystowską scenę muzyczną, w tym w szczególności budujących pierwszy okres działania neonazistów w Słupsku, a w kontekście jego reaktywacji w drugiej połowie lat 90. XX wieku wskazują, iż błyskawicznie wprowadził grupę na scenę jako istotną część polskiego ruchu neofaszystowskiego. W ich opiniach twórczość zespołu zawiera w sobie treści neonazistowskie, rasistowskie, pochwalające agresję i przemoc. Przy czym w ramach tej sceny zespół zaliczony został przez autorów tego typu publikacji do całej plejady gwiazd związanych ze sceną „nazi-skinowską”, tą jej częścią, którą utożsamia się z grupą zespołów „narodowych”, odróżnianych jednak od grupy zespołów „narodowo-socjalistycznych”.
Jednak według innych opinii zarówno Baranki Boże, jak i kilka innych kapel z rodzącej się w latach 80. XX wieku sceny skinheads, nie były zespołami neofaszystowskimi, mimo iż część utworów zawierała treści nacjonalistyczne i rasistowskie. Często był to po prostu hołd dla antyspołecznego i antykomunistycznego stylu życia oraz chuliganów. A według wspomnianego wyżej Dariusza „Czarnego” Lewandowskiego w latach 80. XX wieku w Słupsku nie było konfliktu między skinami i punkami. Co najwyżej punki biły się z osobami, które chwilowo, np. na potrzeby Jarocina, przypisywały sobie przynależność do punków, a potem wracały do codziennego życia. Natomiast punki i skini znali się, często byli to koledzy, nie było walk między nimi, choć częściowo mogło to wynikać ze stosunkowo niedużej grupy osób wówczas utożsamiającej się z subkulturą skinhead skupionej wokół Baranów Bożych (w 1986 roku było tylko kilku zaledwie skinów, którzy w większości byli naszymi kolegami). Nadmienić też można przechodzenie osób pomiędzy tymi grupami w różnych okresach czasu.

## Wydarzenia dotyczące Słupskiego Archiwum Muzycznego
W 1997 r. powstały nagrana koncertowe. Wydarzenie miało miejsce w Słupskim Ośrodku Kultury i odbywała się pod szyldem „Małe Dinozaury”. Przez znaczny okres czasu (od co najmniej 2005 r.) informacja o koncercie oraz wybrane nagrania siedmiu utworów zespołu w formacie mp3 były dostępne na stronie internetowej ośrodka, w ramach projektu Słupskiego Archiwum Muzycznego. Dopiero wykreowanie afery przez środowiska lewackie (od około 2008 r.) uznające za skandal zamieszczenie oczywistych, prawdziwych informacji wraz z przykładowymi utworami, doprowadziły do usunięcia tych informacji i nagrań z repozytorium, a tym samym do fałszowania oczywistej i niezaprzeczalnej historii ośrodka oraz lokalnego środowiska muzycznego, bowiem celem projektu jest archiwizacja i udostępnianie w internecie utworów wykonywanych przez zespoły muzyczne działające w Słupsku. Stało się to mimo faktu, że prezentowane utwory nie zawierały treści, które były wyeksponowane przez te środowiska, a wyciągnięte zostały z innych utworów (Utwory, które się tam znalazły, nie miały nic wspólnego z propagowaniem faszyzmu. Tych, które cytowano w jakiejś prasie, w ogóle u nas nie było.). Nawet spokojne i merytoryczne argumenty przedstawiane przez przedstawicieli ośrodka dla zacietrzewionych, fanatycznych oponentów nie miały jednak jakiegokolwiek znaczenia i ostatecznie informacje o zespole oraz utwory usunięto.

## Dyskografia

### Dyskografia zespołu
Dyskografia zespołu – albumy muzyczne i ich wydania:
- „1986-1996”[41]:
  - 1996 r. – Eternal Devils, ED VIII, kaseta magnetofonowa[29]
  - 2013 r. – Nadsat Productions, Löngship Records, CD008, LSCD 006 / CDD008, LSCDD 006, płyta kompaktowa (dwie wersje wydania)[15][16][30]
  - 2023 r. – Jerzy Dąbczak Records, JDR005, Vol. 5, płyta kompaktowa, płyta winylowa (siedem wersji wydania) LP, nagrania po remasteringu[41][42]
  - 2024 r. – Jerzy Dąbczak Records, Taśmy Ochódzkiego, JDR-005, TO-002, kaseta magnetofonowa[43]
- „WDK Session”: 2013 r. – Nadsat Productions, Löngship Records, LP 008, LSLP 005, 115299, LP008, LSLP005, płyta winylowa (LP)[26].

Ponadto wydana została publikacja nieoficjalna zatytułowana „Baranki Boże”, zamieszczona na płycie kompaktowej (data wydania nieznana) zawierająca utwory z sesji nagraniowych „Demo '88” i „Studio '96”.

### Składanki
Składanki (albumy kompilacyjne), na których zamieszczono utwór lub utwory zespołu:
- „Made in Poland”: 1991 r. – Zera Production – ZERA 002, kaseta magnetofonowa, „Demo '89 untitled” (a także Szczerbiec i Polska)[45]
- „Oi! The Demos Vol1”: 2004 r. – Demos (Demons) Records – CD 001, płyta kompaktowa (a także Szczerbiec i BTM)[46]